# Венула

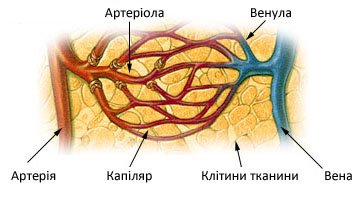
Судини мікроциркуляції

Венули (venule) — дрібні кровоносні судини діаметром 8—100 мкм, у які збирається кров із капілярів. Кілька венул об'єднуються у вену.
Розрізняють три типи венул, найдрібніші із них — посткапілярні (діаметр 12—30 мкм) — складаються з одного шару ендотелію, навколо якого розташовується невелика кількість перицитів. Стінки цих судин густо всіяні порами (фенестровані), що дозволяють проходженню рідини із крові в тканину, за цією ознакою вони більше схожі до капілярів ніж до вен. У всіх вторинних лімфоїдних органах, за винятком селезінки, посткапілярні венули мають спеціалізовані ділянки високого ендотелію, побудованого із кубічних ендотеліоцитів. У цих місцях відбувається екстравазація лімфоцитів, тобто їх вихід із кров'яного русла. У ділянках запалення, а також під час алергічних реакцій проникність посткапілярних венул збільшується під впливом брадикініну, простагландинів, гістаміну та інших меіаторів запалення. Це призводить до посиленого просочування рідини із крові у навколишні тканини і виникнення набряку та екстравазації лейкоцитів.
Більші венули мають один або два шари гладеньких м'язів та тонку зовнішню оболонку. До них належать збірні (діаметр 30—50 мкм) та м'язові (діаметр до 100 мкм) венули.